# Borovița, Vidin
Borovița (în bulgară Боровица) este un sat în comuna Belogradcik, regiunea Vidin,  Bulgaria. 

## Demografie
Componența etnică a satului Borovița
     Bulgari (85,88%)
     Romi (11,17%)
     Nicio identificare (2,94%)
     Altele (0%)
La recensământul din 2011, populația satului Borovița era de 170 locuitori. Din punct de vedere etnic, majoritatea locuitorilor (85,88%) erau bulgari, cu o minoritate de romi (11,17%). Pentru 2,94% din locuitori nu este cunoscută apartenența etnică.